# Sulenus humeralis
Sulenus humeralis är en skalbaggsart som beskrevs av Lacordaire 1872. Sulenus humeralis ingår i släktet Sulenus och familjen långhorningar.
Artens utbredningsområde är Madagaskar. Inga underarter finns listade i Catalogue of Life.